# Агнью (озеро, Канада)
Агнью (англ. Agnew Lake; устар. Эгню) — озеро в округе Садбери, Онтарио, Канада. Относится к бассейну реки Спаниш-Ривер.
Длина озера — 36 км, площадь составляет 2624 гектара, длина береговой линии — 210 километров.

## География
Озеро находится примерно в окрестностях городков Sables-Spanish Rivers и Балдвин. Агнью было местом различной горнодобывающей деятельности в двадцатом веке, включая добычу урана и алмазов.

## Отдых и развлечения
На озере находится одноимённый отель. Люди съезжаются туда летом, берут с собой свои семьи, чтобы насладиться природой, рыбалкой, сбором ягод или простыми пикниками. Длинная береговая линия озера позволяет устраивать замечательные пешие прогулки.